# 邱文玉
高级拿督邱文玉局绅（英語：Khoo Boon Giok，1925年12月1日—1984年8月17日），祖籍中国福建永春，马来西亚居銮中华中学（銮中）第九任董事长（1977—1984）。1925年出生于雪兰莪州巴生。1947年前来柔佛州居銮南峇街创设文华印务公司，1954年进军木业，1981年任柔佛州永春总会会长。1984年逝世。

## 生平
1925年12月1日，邱文玉出生于英属马来亚雪兰莪州巴生，是家中的长子。小学就读于柔佛巴罗华小，中学就读于巴生英华中学。
1947年，在居銮创设文华印务公司。1954年开始经营木材业。1958年至1984年间出任居銮中英学校董事长。历任柔佛州木材厂商公会会长、柔佛州永春公会总会主席、柔佛州象棋总会创会会长（1974-1980）等要职。

## 居銮中华中学董事长（1977-1984）
1977年，邱文玉出任居銮中华中学董事长，该校时任校长为宋世廉。主政期间，他捐资建设邱文玉教学大楼。由于学生人数增加，董事会拟议兴建一座科学大楼。1982年4月16日，时任首相马哈迪·莫哈末到访銮中，并为科学大楼主持奠基礼。

## 逝世
1984年8月17日，邱文玉逝世，享年59岁。銮中董事会徵得其家人同意成立“纪念高级拿督邱文玉局绅清寒助学金”以资纪念，共得五万元。时任銮中校长陈诗圣在同年的该校毕业特刊里写到：
本校董事长高级拿督邱文玉局绅，今年八月不幸逝世，拿督邱平素热心教育，对銮中曾作出卓越的贡献，拿督邱之死，是本校一项无可弥补的损失。冀望我校师生加倍黾勉，以慰他在天之灵。——陈诗圣
銮中校园至今留下邱文玉讲堂和拿督邱文玉教学楼以志纪念。

## 个人生活
邱文玉于1953年12月与女教师陈雅贞结婚。他的父亲邱克安于1973年9月28日逝世，母亲余仁爱于1961年12月14日逝世。邱文玉热心于基督教公益事业，特别是居銮佳音堂长老会建设。

### 家庭
邱文玉和陈雅贞的孩子如下：
- 儿子：邱志鸿、邱志远、邱志坚、邱志毅
- 女儿、邱美意、邱美莉、邱美音、邱美贤

## 勋衔
1962年10月，邱文玉封赐太平局绅。1974年获拿督勋衔。1978年获封高级拿督。